# 웅자
웅자 D&C는 한국에서 가장오래된 강아지 식품 산업관련 브랜드로 간식, 패드 그리고 고양이 간식을 판매하고 있다.

## 연혁
- 2002년 3월 – 웅자 설립
- 2002년 7월 – SBS TV 동물농장 ‘웅자의 전성시대’ 1차방영
- 2003년 3월 - SBS TV 동물농장 ‘웅자의 전성시대’ 2차방영
- 2003년 7월 - SBS TV 동물농장 ‘웅자의 전성시대’ 3차방영
- 2004년 6월 – 뉴욕에서 개최한 캐릭터박람회 참가
- 2004년 8월 - SBS TV 동물농장 ‘웅자의 전성시대’ 4차방영
- 2005년 6월 – 주식회사 웅자닷컴 설립
- 2005년 8월 – 롯데쇼핑 입점 계약
- 2006년 4월 – 웅자 쇼핑몰 개설
- 2006년 6월 – 홈플러스 입점 계약
- 2009년 11월 – 롯데슈퍼 입점 계약
- 2013년 10월 – 하나로마트 입점 계약
- 2014년 12월 – 이마트 입점
- 2016년 1월 – 주식회사 웅자디앤씨 설립

## 고객과의 소통
웅자는 시대변화에 맞춰 소비자들의 요구사항들을 반영하고자 노력하고 있다.
최근 소비자들의 요구사항을 적용시킨 2가시 사례이다.
- 위생과 편리함을 위해 포장방법 변경
- 간식의 기호성을 높이기 위한 인공향 제거

## 제품
- 육포
- 리얼스테이크
- 초밥
- 건강이야기
- 네모간식
- 패드